# Erick (Oklahoma)
Erick é uma cidade localizada no estado norte-americano de Oklahoma, no Condado de Beckham.

## Demografia
Segundo o censo norte-americano de 2000, a sua população era de 1023 habitantes.
Em 2006, foi estimada uma população de 1060, um aumento de 37 (3.6%).

## Geografia
De acordo com o United States Census Bureau tem uma área de
2,5 km², dos quais 2,5 km² cobertos por terra e 0,0 km² cobertos por água. Erick localiza-se a aproximadamente 629 m acima do nível do mar.

## Localidades na vizinhança
O diagrama seguinte representa as localidades num raio de 36 km ao redor de Erick.